# Закон о реформировании разведки и предотвращении терроризма
Закон о реформировании разведки и предотвращении терроризма от 2004 года (англ. Intelligence Reform and Terrorism Prevention Act, IRTPA) — закон, представленный сенатором Сьюзаной Коллинз, принятым Конгрессом и утвержден 336 голосами против 75 в Палате представителей и 89 голосами против 2 в Сенате. Был подписан президентом Джорджем Бушем 17 декабря 2004 года, в этот же день вступил в силу. Организация Electronic Frontier Foundation выступала против принятия закона, так как он мог повлечь ущемление гражданских прав.
Последствиями закона стало создание должности Директора Национальной разведки и его Управления, а также Национального антитеррористического центра.

## Структура
Закон делится на восемь разделов, следующим образом:
1. Реформа Разведывательного ведомства
2. Федеральное бюро расследований
3. Документы безопасности
4. Безопасность транспортировки
5. Защита границы, иммиграция и визовый режим
6. Предупреждения терроризма
7. Осуществление рекомендаций «Комиссией 9/11»
8. Другие вопросы

## Последствия
Создание
- директора Национальной разведки и его Управления.
- Директор Центрального разведывательного управления
- Национального антитеррористического центра.
- Совета по частной жизни и гражданскому праву.

Упразднение
- Директор Центральной разведки

Авиабилеты в США только по предварительному утверждению правительства
Закон потребовал от Совета Внутренней Безопасности взять на себя контроль по проведению международных и внутренних рейсов авиакомпаний для сопоставления информации о пассажирах с федеральными правительственными списками. Администрация транспортной безопасности в настоящее время разрабатывает программы безопасного полета для предоставления их Конгрессу.